# باغبانی هم‌افزایی
باغبانی هم‌افزا یا باغبانی سینرژیستیک (به انگلیسی: Synergistic gardening) یک سیستم باغبانی ارگانیک است که توسط امیلیا هازلیپ گسترش یافته‌است. این سیستم به شدت تحت تأثیر کشت پایا و همچنین کار ماسانوبو فوکوئوکا و مارک بونفیس است.
پس از احداث باغ، دیگر حفاری، شخم و خاک‌ورزی انجام نمی‌شود و از نهاده‌های خارجی مانند کود و دیگر کودها و سموم استفاده نمی‌شود. سلامت خاک با انتخاب گیاهان، مالچ‌پاشی و بازیافت بقایای گیاهی حفظ می‌شود.